# George della giungla (serie animata 2007)
George della giungla (George of the Jungle) è una serie televisiva a cartoni animati statunitense-canadese prodotta da Classic Media, Studio B Productions, Teletoon Productions, Bullwinkle Studios e Cartoon Network Studios. È il remake dell'omonima serie animata del 1967.
La serie debuttò in Canada su Teletoon il 29 giugno 2007, mentre approdò negli Stati Uniti su Cartoon Network il 22 dicembre dello stesso anno. In Italia venne mandata in onda su Boomerang dal 3 dicembre 2007, per poi essere trasmessa su Cartoon Network il 9 giugno 2008. Viene mandata in onda in chiaro dal 2 dicembre 2010 su Rai 2.
La serie è tornata 8 anni dopo la prima stagione con una seconda stagione che funge da revival andata in onda su Teletoon dal 10 settembre 2016 al 18 febbraio 2017. Questa seconda stagione attualmente risulta ancora inedita in Italia.

## Personaggi
- George
- Ape
- Ursula
- Magnolia
- Dr. Towel Scott
- Stregone
- Shep
- Tuki

## Doppiaggio
| Personaggio     | Doppiatore originale | Doppiatore italiano |
| --------------- | -------------------- | ------------------- |
| George          | Lee Tockar           | Christian Iansante  |
| Ape             | Paul Dobson          | Enrico Di Troia     |
| Ursula          | Tabitha St. Germain  | Antonella Baldini   |
| Magnolia        | Britt Irvin          | Maura Cenciarelli   |
| Dr. Towel Scott | Mark Oliver          | Antonio Sanna       |
| Stregone        | Brian Drummond       | Luca Dal Fabbro     |

## Episodi
| Stagione         | Episodi | Prima TV  | Prima TV ITA |
| ---------------- | ------- | --------- | ------------ |
| Prima stagione   | 26      | 2007-2008 |              |
| Seconda stagione | 26      | 2016-2017 |              |